# Leptotarsus (Macromastix) helmsi
Leptotarsus (Macromastix) helmsi is een tweevleugelige uit de familie langpootmuggen (Tipulidae). De soort komt voor in het Australaziatisch gebied.